# Bertignolles
Bertignolles település Franciaországban, Aube megyében. Lakosainak száma 52 fő (2022. január 1.). Bertignolles Beurey, Chacenay, Chervey, Éguilly-sous-Bois, Longpré-le-Sec és Viviers-sur-Artaut községekkel határos.

## Népesség
A település népességének változása:
| Lakosok száma | 97   | 83   | 64   | 70   | 67   | 57   | 52   | 51   | 51   | 52   |
|               | 1968 | 1982 | 1999 | 2006 | 2011 | 2015 | 2017 | 2018 | 2020 | 2022 |